# Phil Donahue
Phil Donahue (Cleveland, 1935. december 21. – Upper East Side, 2024. augusztus 18.) többszörös 
Daytime Emmy-díjas  amerikai médiaszemélyiség, filmproducer, újságíró és  műsorvezető.
1996-ban Donahue a 42. helyen szerepelt a TV Guide Minden idők 50 legnagyobb tévésztárja listáján.

## Élete
Donahue egy középosztálybeli, ír katolikus családban született az ohiói Clevelandben; édesapja, Phillip Donahue bútorárus volt, édesanyja, Catherine (McClory) pedig áruházi cipőárus. 1949-ben végzett a Cleveland West Park szomszédságában lévő Our Lady of Angels általános iskolában. 1953-ban Donahue a St. Edward Középiskolában (Lakewood, Ohio) folytatta tanulmányait, és a Notre Dame Egyetemen végzett. 1957-ben Bachelor of Business Administration diplomát szerzett.

## Magánélete
Donahue és Margaret Cooney 1958-as házasságából öt gyermek született – Michael, Kevin, Daniel, Mary Rose és James. 1975-ben Donahue és Cooney elváltak. A család az ohiói Centerville-ben élt, Erma Bombeck humoristával szemben. Az 1970-es években Donahue rövid ideig Vivian Maier amerikai utcai fotóst alkalmazta gyermekei dadájaként.
Donahue 1980. május 21-én vette feleségül Marlo Thomas színésznőt.
2014-ben legkisebb fia, az 51 éves James Donahue hirtelen meghalt aorta aneurizma következtében.
Vallásával kapcsolatban Donahue kijelentette: „Mindig is katolikus leszek. De azt akarom, hogy az egyházam csatlakozzon az emberi fajhoz, és végre elszakadjon ettől az antiszexuális teológiától.” Azt is elmondta, hogy „nem valami jó katolikus”, és hogy nem tartotta szükségesnek első házassága érvénytelenítését. Csodálatát fejezte ki Ferenc pápa iránt.

## Egyéb szereplések
2013 júniusában Donahue és több egyéb híresség is szerepelt egy videóban, amelyben Chelsea Manninget támogatták.
Donahue interjút készített a Finding Vivian Maier (2013) című dokumentumfilmhez, amely az 1970-es évekbeli ismerőséről, a posztumusz formában elismert amerikai utcai fotósról szól.
2016. május 24-én és 25-én Donahue felszólalt Ralph Nader "Breaking Through Power" című konferenciáján a washingtoni DAR Constitution Hallban.